# Сабден, Оразалы Сабденович
Оразалы Сабденович Сабден (каз. Оразалы Сәбден; 20 мая 1947) — казахский экономист, общественно-политический деятель. Доктор экономических наук (1989).

## Биография
Происходит из рода Шымыр племени дулат.
В 1970 году окончил Казахский химико-технологический институт. 
До 1973 года работал на инженерных должностях в промышленности. В 1973—1986 годах — инженер, старший экономист, младший, старший научный сотрудник Института экономики Академии наук Казахской ССР, затем, до 1987 года — старший научный сотрудник Института экономики Академии наук СССР. Старший, главный научный сотрудник Института экономики Академии наук Казахстана (1987—1990).
В 1989 году защитил докторскую диссертацию на тему «Экономические проблемы управления эффективностью ремонтного производства».
С февраля 2006 года — директор Института экономики Министерства образования и науки Республики Казахстан.
С 1992 года — академик Международной инженерной академии и Инженерной академии Республики Казахстан, академик Академии наук высшей школы Республики Казахстан и Международной академии наук высшей школы (1996); академик Международной экономической академии «Евразия» (1998); академик Казахстанской национальной академии естественных наук (2009).

## Общественно-политическая деятельность
- Депутат Верховного Совета Республики Казахстан 12-13-го созывов, председатель Комитета Верховного Совета Республики Казахстан по вопросам развития науки и народного образования (1990—1993); председатель Комитета Верховного Совета Республики Казахстан по экономической реформе (1994—1995);
- Депутат Мажилиса Парламента Республики Казахстан 1 и 2-го созывов (1995—2001), член Комитета по социально-культурному развитию. Кандидат в депутаты Мажилиса Парламента Республики Казахстан 3-го созыва (2004), 4-го созыва (2007, по списку ОСДП), 5-го созыва (2011—2012, по списку ОСДП).
- В 1995—1997 гг. — заместитель председателя Республиканской политической партии труда (ныне не существует);
- Заместитель председателя Крестьянской (с 01.2000) (11.2001 — Казахстанской) социал-демократической партии «Ауыл» (2000—2006);
- Член политсовета ОСДП (2006—2009).

В 1993—1995 годах — сопредседатель Союза инженеров Казахстана.
- Председатель совета Международного казахстанского консорциума по образованию «Билим» (1995);
- Президент Международного казахско-турецкого университета им. Х. А. Яссави (2001—2003);
- Президент Института анализа и прогнозирования «Казахстан — США» (с 01.2005);
- Член Палаты общественных экспертов при Мажилисе Парламента Республики Казахстан (с 2006);
- Руководитель секции по финансово-экономической реформе и региональному развитию Общественной палаты при Мажилисе Парламента Республики Казахстан (с 20.11.2007);
- Президент РОО «Союз учёных» (с 2006).

Спортсмен. Мастер спорта СССР по вольной борьбе.
Награждён орденом «Курмет» (2020).

## Избранные труды
- «Управление ремонтным производством в условиях ускорения НТП» (1988),
- «Малые предприятия: опыт и перспективы развития» (1991),
- «Наука и научно-техническая политика в условиях рынка: глазами парламентария» (1992),
- «Наука. Образование. Рыночная экономика» (1994),
- «Экономическая политика переходного периода на рубеже XXI века» (1997),
- «Что делать… для восстановления экономики Казахстана» (2000),
- «Рыночная экономика: учебное пособие» (2002, в соавт.),
- «Финансово-кредитное регулирование деятельности промышленных предприятий Казахстана: проблемы и перспективы» (2003, в соавт.);

Автор более 450 научных работ. В цикл трудов «Концептуальные основы развития рыночной экономики в Республике Казахстан» включены 11 монографий, в том числе и учебно-практические пособия, посвященные различным аспектам реформирования экономики страны